# Wandella
Genre
Wandella est un genre d'araignées aranéomorphes de la famille des Filistatidae.

## Distribution
Les espèces de ce genre se rencontrent en Australie et en Papouasie-Nouvelle-Guinée.

## Liste des espèces
Selon World Spider Catalog (version 23.0, 23/03/2022) :
- Wandella alinjarra Gray, 1994
- Wandella australiensis (L. Koch, 1873)
- Wandella barbarella Gray, 1994
- Wandella centralis Gray, 1994
- Wandella diamentina Gray, 1994
- Wandella grayi Magalhaes, 2016
- Wandella infernalis Magalhaes, 2016
- Wandella loloata Magalhaes, Berry, Koh & Gray, 2022
- Wandella murrayensis Gray, 1994
- Wandella orana Gray, 1994
- Wandella pallida Gray, 1994
- Wandella parnabyi Gray, 1994
- Wandella stuartensis Gray, 1994
- Wandella waldockae Gray, 1994

## Systématique et taxinomie
Ce genre a été décrit par Gray en 1994 dans les Filistatidae.

## Publication originale
- Gray, 1994 : « A review of the filistatid spiders (Araneae: Filistatidae) of Australia. » Records of the Australian Museum, vol. 46, no 1, p. 39-61 (texte intégral).